# Peter Leuprecht
Peter Leuprecht (* 1937 in Salzburg) ist ein österreichisch-kanadischer Völkerrechtler und Menschenrechtler.

## Leben
Leuprecht verbrachte seine Kindheit im Bezirk Außerfern in Tirol. Er studierte Jus an der Universität Innsbruck und war dann Assistent beim Völkerrechtler Felix Ermacora.
Ab 1961 arbeitete Leuprecht als Jurist beim Europarat in Straßburg. 1967, nach dem Staatsstreich in Griechenland, wurde er Berichterstatter, wo er zum ersten Mal Folteropfern begegnet ist. Von 1980 bis 1993 war er Direktor für Menschenrechte, dann stellvertretender Generalsekretär des Europarats. Er trat aus Protest gegen die seiner Meinung nach verfrühte Aufnahme Russlands zurück.
Leuprecht übersiedelte mit seiner Familie von Straßburg nach Kanada und lehrte als Professor an mehreren Universitäten, wie auch Dekan der juridischen Fakultät der McGill University in Montreal.
Von 2000 bis 2005 war er Sonderbeauftragter des Generalsekretärs der Vereinten Nationen für die Menschenrechte in Kambodscha.

## Publikationen
- Macht und Ohnmacht der Menschenrechte: Überlegungen zum 50-jährigen Jubiläum der allgemeinen Erklärung der Menschenrechte, Liechtensteinische Akademie, Vaduz 1998, ISBN 3-7211-1035-8.
- Der Europarat und die Menschenrechte: Rede im Rahmen des "Forum Europa" der Sektion Österreich des Europäischen Erzieherbundes am 11. Dezember 1987, Verlag für Geschichte und Politik, Wien 1987, ISBN 3-7028-0273-8.

## Audio
- 2009: Für ein Europa des Rechts und der Menschlichkeit. Der Jurist Peter Leuprecht, Menschenbilder, Gestaltung: Johann Kneihs, 3. Mai 2009[2]